# فكر بغيرك (قصيدة)
فكر بغيرك هي قصيدة كتبها الشاعر الفلسطيني المعروف محمود درويش في أواخر تسعينات القرن العشرين. تعد قصيدة فكر بغيرك واحدة من أشهر القصائد في العالم العربي، ويدعو بها الشاعر محمود درويش إلى تجسيد فكرة الإيثار من خلال كلماتها.

## الكلمات
وأنت تعد فطورك، فكر بغيرك
لا تنسى قوت الحمام
وأنت تخوض حروبك، فكر بغيرك
لا تنسَ مَنْ يطلبون السلام
وأَنتَ تُسدِدُ فاتورةَ الماء، فكر بغيرك
من يرضعون الغمام
وأنت تعود إلى البيت، بيتك، فكر بغيرك
لا تنسَ شعب الخيام
وأَنت تنام وتُحصي الكواكب، فكِّرْ بغيرك
ثَمَّةَ مَنْ لم يجد حيِّزًا للمنام
وأَنت تحرِّرُ نفسك بالاستعارات، فكر بغيرك
من فقدوا حقهم في الكلام
وأَنت تفكر بالآخرين البعيدين، فكر بنفسك
قل: ليتني شمعة في الظلام

### معاني الكلمات
قوت: طعام.
الغمام: الغيوم.
حيز: مكان.

## فكرة القصيدة
يجسد الشاعر في هذه القصيدة فكرة الإِيثار، ونكران الذات والشعور بالآخرين من خلال استخدام وقائع من الحياة اليومية على شكل قصة، فمثلا عندما يقوم الشخص بطبخ فطوره ليتناوله، عليه أن لا ينسى الحمام وأن يعطيه طعامه، وهذا دليل على كرم الإنسان ونبله. وعندما مثلا يحارب من أجل قضيته عليه أن لا ينسى الذين يطالبون بالسلام وأن يحارب لأجلهم أيضًا. ويذكر في البيت الأخير، أنه حين يفكر الإنسان بالأشخاص الآخرين البعيدين -الذين لا صلة له بهم- فعليه حين يفكر بنفسه أن يتمنى أن يكون شمعة تنير الدرب للآخرين.
يعبر درويش عن الحق في العيش الكريم، الحق في الأمن والسلام، الحق في حرية التعبير؛ ويحث على انسجام التفكير بالذات والتفكير بالآخر بما فيها الكائنات الحية.

## مناهج وأبحاث
حظيت القصيدة بانتشار واسع وأُدخلت في مناهج دول عربية. كتب عنها العديد من المقالات.

## غناء
أدى القصيدة عدد من الفنانين الملتزمين منهم:
- سميح شقير
- مارسيل خليفة
- بشار زرقان[8]
- ناي البرغوثي[9]
- فيوليت سلامة[10]
- عبير نعمة[11]
- كارول سماحة[12]
- نادين خطيب[13]
- ميرا عوض[14]